# Véronique Jannot

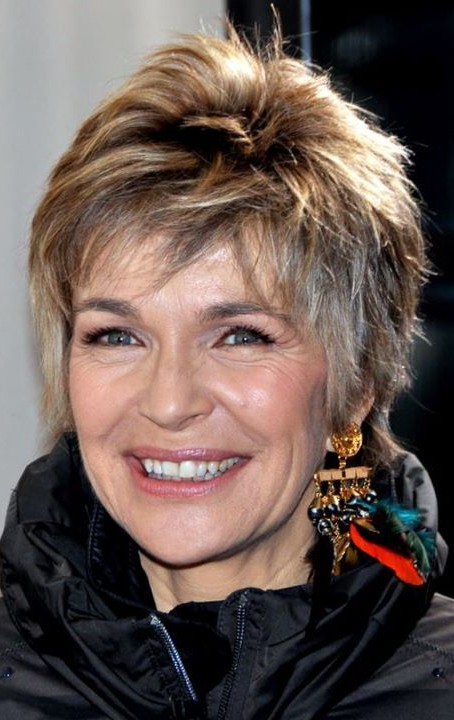
Véronique Jannot 2012

Véronique Michèle Jannot (* 7. Mai 1957 in Annecy) ist eine französische Sängerin und Schauspielerin.

## Leben
Véronique Jannot kam 1957 als Tochter einer Psychologin und eines Verkäufers in Annecy zur Welt.
1973 gab sie ihr Theaterdebüt. Noch im selben Jahr stand sie erstmals vor der Fernsehkamera. 1979 folgte ihr Kinodebüt in Willard Huycks Filmkomödie Wer geht denn noch zur Uni? (French Postcards). Neben Alain Delon war sie anschließend in Waffe des Teufels (Le Toubib, 1979) zu sehen. Von 1981 bis 1989 trat sie in 20 Folgen der Fernsehserie Pause-café auf. Ab den 1990er Jahren wirkte sie vornehmlich in Fernsehproduktionen mit, spielte jedoch auch weiterhin Theater. Über die Jahre nahm sie auch eine Reihe von Liedern auf.
2011 nahm sie an der zweiten Staffel der Tanzshow Danse avec les stars teil.

## Filmografie (Auswahl)
- 1974: Paul und Virginie (Paul et Virginie) (TV-Serie)
- 1975: Léopold le bien-aimé (TV-Film)
- 1978: Kommissar Moulin  (Commissaire Moulin) (TV-Serie, eine Folge)
- 1979: Wer geht denn noch zur Uni? (French Postcards)
- 1979: Waffe des Teufels (Le Toubib)
- 1981–1989: Pause-café (TV-Serie, 20 Folgen)
- 1982: Kaltes Blut (Tir groupé)
- 1984: Les Voleurs de la nuit
- 1984: Le Crime d’Ovide Plouffe
- 1986: La Dernière image
- 1989: Bitter und süß (Doux amer)
- 1990: Notre Juliette (TV-Film)
- 1990: Der Erfolg ihres Lebens (Mademoiselle Ardel) (TV-Film)
- 1992: Bei Berührung Lebensgefahr (Touch and Die) (TV-Film)
- 1992: Mord im Atomkraftwerk (Softwar) (TV-Film)
- 1993: Pleins feux (TV-Film)
- 1995: Charlotte et Léa (TV-Film)
- 1996: Loin des yeux (TV-Film)
- 1996–1998: Madame le consul (TV-Serie, acht Folgen)
- 1998: Théo et Marie (TV-Film)
- 2006: Les Secrets du volcan (TV-Serie, vier Folgen)
- 2011: Crime Scene Riviera (Section de recherches) (TV-Serie, eine Folge)
- seit 2019: Demain nous appartient (TV-Serie)

## Theaterauftritte (Auswahl)
- 1973: L’École des femmes – Comédie de Genève
- 1977: La Grande roue
- 1974: The Effect of Gamma Rays on Man-In-The-Moon Marigolds von Paul Zindel, Regie: Michel Fagadau, Théâtre La Bruyère
- 1977: Der Meteor de Friedrich Dürrenmatt, Regie: Gabriel Garran, Théâtre de la Commune
- 1981: Pieds nus dans le parc – mit Thierry Lhermitte, Pierre Mondy
- 1991: Pleins Feux von Mary Orr, Regie: Eric Civanyan, Théâtre de la Michodière
- 1992: Pleins Feux von Mary Orr, Regie: Eric Civanyan, Théâtre Antoine
- 2004: Avis de tempête von Dany Laurent, Regie: Jean-Luc Moreau, mit Roland Giraud, Flore Vanier-Moreau, Théâtre des Variétés
- 2007: Avec deux ailes von Danielle Mathieu-Bouillon, Regie: Anne Bourgeois mit Jean-Michel Dupuis
- 2008: Avec deux ailes von Danielle Mathieu-Bouillon, Regie: Anne Bourgeois mit Marc Fayet, Théâtre de Paris

## Diskografie
- L’Atlantique, 1975, im Duett mit Pierre Bachelet
- Pause café, 1981 (Musik: Jean Musy)
- J’ai fait l’amour avec la mer, 1982 (V. Jannot/P. Bachelet)
- Comédie comédie, 1982 (V. Jannot/J.P. Lang/P. Bachelet)
- Désir, désir, 1984 im Duett mit Laurent Voulzy (A. Souchon/L. Voulzy)
- Si t’as pas compris, 1985 (J.P. Lang/P. Bachelet)
- Vague à l'âme, 1985 (V. Jannot/P. Bachelet)
- C’est trop facile de dire je t’aime (V. Jannot/P. Bachelet/B. Levitte)
- La Première Scène (J.P. Lang/P. Bachelet/F. Rolland/B. Levitte)
- Ma repentance, 1986 (G. De Loonois/P. Bachelet/B. Levitte)
- Fragile fragile, 1986 (V. Jannot/M.Jouveaux/B.Levitte)
- Mon héros préféré, 1988 (F. Lai/P. Grosz)
- Aviateur, 1988 (A. Souchon/L. Voulzy)
- Chagrin, 1988 (V. Jannot/L. Voulzy)
- Pour toi Arménie, 1989 (C. Aznavour/Garvarentz)
- Love me forever, 1989 (V. Jannot/M. Jouveaux/R. Musumarra/R. Zaneli)
- Reviens-me dire, 1989 (R. Musumarra/V. Jannot/M. Jouveaux)